# Campionat del món de ciclisme en pista de 1997
El Campionat Mundial de Ciclisme en Pista de 1997 es va celebrar a Perth (Austràlia) entre el 27 i el 31 d'agost de 1997 sota l'organització de la Unió Ciclista Internacional (UCI) i l'Organització Australiana de Ciclisme.
Les competicions es van celebrar al velòdrom Speed Dome. En total es va competir en 12 disciplines, 8 de masculines i 4 de femenines.

## Resultats

### Masculí
| Prova                     | Or                                                                             | Argent                                                                                   | Bronze                                                                         |
| Velocitat individual      | Florian Rousseau · França                                                      | Jens Fiedler · Alemanya                                                                  | Darryn Hill · Austràlia                                                        |
| Velocitat per equips      | França · Vincent le Quellec · Florian Rousseau · Arnaud Tournant               | Alemanya · Sören Lausberg · Jan van Eijden · Eyk Pokorny                                 | Austràlia · Danny Day · Shane Kelly · Sean Eadie                               |
| Persecució individual     | Phillippe Ermenault · França                                                   | Aleksei Màrkov · Rússia                                                                  | Andrea Collinelli · Itàlia                                                     |
| Persecució per equips     | Itàlia · Andrea Collinelli · Adler Capelli · Cristiano Citton · Mario Benetton | Ucraïna · Alexander Fedenko · Alexander Simonenko · Sergei Matveyev · Alexander Klimenko | França · Phillippe Ermenault · Jérôme Neuville · Carlos Dacruz · Franck Perque |
| Quilòmetre contrarellotge | Shane Kelly · Austràlia ·                                                      | Sören Lausberg · Alemanya ·                                                              | Stefan Nimke · Alemanya ·                                                      |
| Cursa per punts 40 km     | Silvio Martinello · Itàlia ·                                                   | Bruno Risi · Suïssa ·                                                                    | Joan Llaneras Rosselló · Espanya ·                                             |
| Keirin                    | Frédéric Magne · França                                                        | Jean Pierre van Zyl · Sud-àfrica                                                         | Marty Nothstein · Estats Units                                                 |
| Madison 50 km             | Miquel Alzamora Riera · Joan Llaneras Rosselló · Espanya ·                     | Silvio Martinello · Marco Villa · Itàlia ·                                               | Gabriel Curuchet · Juan Esteban Curuchet · Argentina ·                         |

### Femení
| Prova                     | Or                           | Argent                         | Bronze                       |
| Velocitat individual      | Félicia Ballanger · França   | Michelle Ferris · Austràlia    | Oxana Grishina · Rússia      |
| Persecució individual     | Judith Arndt · Alemanya      | Natalia Karimova · Rússia      | Yvonne McGregor · Regne Unit |
| 500 metres contrarellotge | Félicia Ballanger · França · | Michelle Ferris · Austràlia ·  | Magali Faure · França ·      |
| Cursa per punts 25 km     | Natalia Karimova · Rússia ·  | Dori Ruano Sanchón · Espanya · | Belem Guerrero · Mèxic ·     |

## Medaller
| Pos. | País         | Or | Plata | Bronze | Total |
| 1    | França       | 6  |       | 2      | 8     |
| 2    | Itàlia       | 2  | 1     | 1      | 4     |
| 3    | Alemanya     | 1  | 3     | 1      | 5     |
| 4    | Austràlia    | 1  | 2     | 2      | 5     |
| 5    | Rússia       | 1  | 2     | 1      | 4     |
| 6    | Espanya      | 1  | 1     | 1      | 3     |
| 7    | Sud-àfrica   |    | 1     |        | 1     |
| 7    | Suïssa       |    | 1     |        | 1     |
| 7    | Ucraïna      |    | 1     |        | 1     |
| 10   | Argentina    |    |       | 1      | 1     |
| 10   | Estats Units |    |       | 1      | 1     |
| 10   | Mèxic        |    |       | 1      | 1     |
| 10   | Regne Unit   |    |       | 1      | 1     |